# Horst Niggemeier
Horst Niggemeier (* 10. Mai 1929 in Datteln; † 1. Oktober 2000 ebenda) war ein deutscher Gewerkschafter, Journalist und sozialdemokratischer Politiker.

## Leben und Wirken
Niggemeier war der Sohn des Bergmanns Walter Niggemeier und seiner Frau Anna, geb. Linn. Er wuchs in der Dattelner Zechenkolonie Beisenkamp auf. Er besuchte die Volksschule in Datteln und anschließend die Realschule in Oer-Erkenschwick – mittels einer Art Begabtenförderung, da seine Eltern das damals auch für einen Realschulbesuch zu zahlende Schulgeld nicht hätten aufbringen können. Diese Schulförderung wurde nur (weiter-)gezahlt, wenn der Geförderte jeweils zu den fünf besten Schülern seines Jahrgangs gehörte. In den letzten Wochen des Zweiten Weltkriegs wurde Niggemeier mit 15 Jahren noch zum Volkssturm eingezogen, allerdings fiel er bald aufgrund einer Verletzung durch Granatensplitter aus. Nach Kriegsende gründete er mit Freunden die Band Kolibris, die in Datteln und Umgebung auftrat und insbesondere Tanzmusik spielte. Niggemeier übernahm das Management der Band, organisierte die Auftritte und handelte das Honorar aus (in der Zeit der Mangelwirtschaft vor der Währungsreform oft in Gestalt von Lebensmitteln für die Band-Mitglieder).
Nach dem Realschulabschluss und einer kaufmännischen Lehre arbeitete Niggemeier als Angestellter auf der Zeche Emscher-Lippe in Datteln. Hobbymäßig begann er Artikel für die Lokalzeitung Dattelner Morgenpost zu schreiben. Über sein gewerkschaftliches Engagement wurde er 1954 hauptberuflicher Redakteur der Mitgliederzeitung der IG Bergbau und Energie, Einheit. Von 1966 bis 1994 war er Chefredakteur dieser Zeitung.
Seit 1952 war Niggemeier Mitglied der SPD und war von 1968 bis 1986 Vorsitzender des Unterbezirks Recklinghausen. Für die Partei saß er von 1956 bis 1992 im Stadtrat von Datteln. Seit 1962 war er stellvertretender Bürgermeister, von 1967 bis 1992 Bürgermeister von Datteln. Außerdem gehörte er von 1969 bis 1994 dem Kreistag des Kreises Recklinghausen an und war dort von 1975 bis 1994 Fraktionsvorsitzender. Daneben war er von 1987 bis 1994 Mitglied des Deutschen Bundestages. Er wurde dabei zweimal im Wahlkreis Recklinghausen II direkt gewählt. Außerdem war Niggemeier Mitglied zahlreicher weiterer Gremien und Organisationen (z. B. Rundfunkrat des WDR, Verwaltungsrat der VEW, Präsidium des Städte- und Gemeindebundes NRW). Weiterhin war er Major der Reserve.
Wie viele gewerkschaftsnahe Sozialdemokraten, die in Ruhrgebietsstädten politische und administrative Verantwortung trugen, war Niggemeier ein Vertreter des sogenannten Kanalarbeiter, die später im Seeheimer Kreis der deutschen Sozialdemokratie aufgingen. Diesem gehörte damals auch Gesine Schwan an. Mit ihr und anderen engagierte er sich publizistisch gegen eine unkritische Auseinandersetzung der SPD insbesondere mit der SED der damaligen DDR – so unter anderem in dem Buch Wohin treibt die SPD?, 1987 herausgegeben von Jürgen Maruhn und Manfred Wilke.
Über Kontakte zum israelischen Gewerkschaftsbund Histadrut besuchte er Israel erstmals in den 1960er Jahren und knüpfte Kontakte zur dortigen Sozialdemokratischen Partei (s. Mapam und Avoda) sowie zur Kibbuzbewegung. Zu seinem „rechten Image“ trug bei, dass sich Niggemeier fortan sowohl als Chefredakteur der Einheit als auch in freien Beiträgen für andere Zeitungen (nicht zuletzt in Gastkommentaren für Die Welt und Welt am Sonntag) vehement für das Existenzrecht Israels einsetzte und die PLO scharf wegen ihrer Terrorakte gegen Israel kritisierte. Niggemeier trug zu der Städtepartnerschaft zwischen Recklinghausen (Datteln gehört zum Kreis Recklinghausen) und Akkon in Nord-Israel bei.
Als Chefredakteur der Einheit trug er zu dem Image der IG Bergbau bei, die die Sozialverträglichkeit des Strukturwandels im Ruhrgebiet – insbesondere Vermeidung von Entlassungen im Bergbau – nicht in klassenkämpferischer Ausrichtung zu erreichen versuchte, sondern in pragmatischen Arrangements mit Politik (auch mit der Regierung Kohl) und Wirtschaft.
Im Sinne des Strukturwandels, den das Auslaufen des Bergbaus im nördlichen Ruhrgebiet mit sich brachte, betrieb er die Ansiedelung anderer Industriezweige wie Rheinzink in Datteln. Zusammen mit dem damaligen medizinischen Direktor Heinrich Rodeck betrieb er den Ausbau der Vestischen Kinder- und Jugendklinik Datteln, zusammen mit dem damaligen Dechanten Pfarrer Emmanuel Wethmar den Neubau des Dattelner St. Vincenz-Krankenhauses. Auch versuchte er, Datteln ein besonderes Image zu geben. Dazu etablierte er Anfang der 1970er Jahre unter anderem das Dattelner Kanalfestival, ließ von Sven Olsen & die Equilis den Schlager Komm mal mit zum Dattelner Kanal einspielen und einen klaren westfälischen Korn als Dattelner Kanalwasser brennen und vertreiben. Im Bemühen um Aussöhnung und Völkerverständigung auf kommunaler Ebene initiierte er die Städtepartnerschaft von Datteln, das am Ende des Zweiten Weltkriegs heftige britische Bombenangriffen erlitten hatte, mit der englischen Bergbau- und Industriestadt Cannock. Nach der Demokratischen Revolution in der DDR im Herbst 1989 etablierte Niggemeier auch eine „innerdeutsche“ Städtepartnerschaft Dattelns mit Genthin in Sachsen-Anhalt.
Anfang der 1980er Jahre engagierte er sich als Befürworter der vom damaligen Bundeskanzler Helmut Schmidt betriebenen Nachrüstung und als Gegner der Friedensbewegung. Nach der Beendigung der sozial-liberalen Koalition im Herbst 1982 war Niggemeier auf dem SPD-Parteitag in Köln 1983 einer der wenigen Delegierten, die mit Helmut Schmidt und dem ehemaligen Verteidigungsminister Hans Apel weiterhin für die Durchführung des NATO-Doppelbeschlusses stimmten. Ganz auf der Linie der IG Bergbau und Energie und ihres langjährigen Vorsitzenden, Adolf Schmidt, war Niggemeier ein Verfechter des sogenannten Energiemixes von Kohle und Atom in der Stromversorgung. Er war antikommunistisch und lehnte die Zusammenarbeit seiner Partei mit den Grünen ab, ebenso eine Kooperation mit der SED. Daneben übte er Kritik an einer zu laxen Handhabung des Asylrechts. Hingegen setzte Niggemeier sich nachdrücklich für die türkischen Mitbürger Dattelns ein, unter anderem für ihr Recht auf einen angemessenen Gebetsraum. Hier mag eine Rolle gespielt haben, dass viele der türkischstämmigen Dattelner im Bergbau tätig gewesen waren – dem wiederum Niggemeier als hauptberuflicher Chefredakteur der IG-Bergbau-Zeitung Einheit sich besonders verbunden fühlte.
Niggemeier eignete sich aufgrund seiner politischen Ausrichtung und seines kämpferischen Auftretens (etwa als „Kommunistenfresser“) als Feindbild für viele, die sich als „links“ verstanden. Der Bochumer Gymnasiallehrer und Krimi-Autor Reinhard Junge verwendete Niggemeier als seine Romanfigur Ekel von Datteln.

## Ehrungen
- Bundesverdienstkreuz am Bande (22. Mai 1979)[6]
- Bundesverdienstkreuz 1. Klasse (15. Dezember 1986)[6]
- Verdienstorden des Landes Nordrhein-Westfalen (1991)
- Eiserner Steuergroschen vom Bund der Steuerzahler Deutschland